# Panthera leo krugeri
El león sudafricano (Panthera leo krugeri), también llamado león de Transvaal, es una subpoblación del león de África meridional de mayor tamaño y corpulencia que sobrevive en libertad.

## Descripción

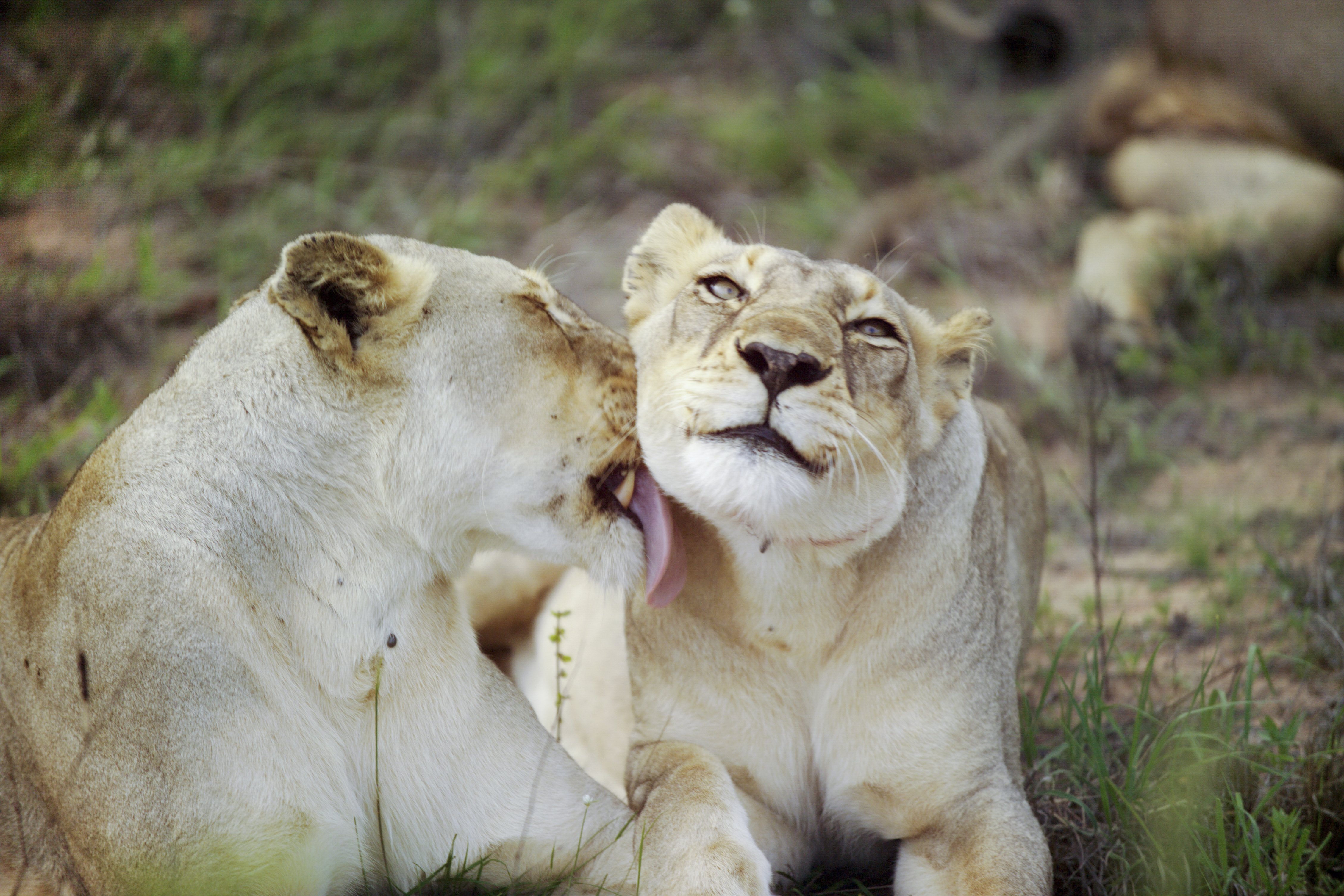
Pantera

Esta subespecie es una de las más grandes, los machos alcanzan los 300 cm de longitud entre las curvas mientras que las hembras llegan a los 270 cm. Roberts mencionó un gran macho cazado en el distrito Sabi, en Transvaal, Sudáfrica, el cual pesó 251 kg. El león salvaje más pesado fue un come-hombres cazado por Lennox Anderson en 1936 cerca de Hectorspruit, al este de Transvaal, Sudáfrica, el cual pesó 313 kg, pero no existe corroboración de su veracidad. Este león tiene el cráneo más grande entre los leones, con cráneos registrados de hasta 40,6 cm de longitud.

## Distribución geográfica
Comprende cuatro países del sur de África: Sudáfrica (la mayor población de leones en este país se encuentra en el Parque Nacional Kruger), Suazilandia, Zimbabue y Mozambique. También se encuentra en números importantes en el sur de Botsuana. En el desierto del Kalahari, los leones pueden ser Panthera leo krugeri o Panthera leo bleyenberghi, o parte del clado genético Panthera leo melanochaitus.
A esta subespecie pertenece la mayor parte de los denominados leones blancos, o leones con leucismo.